# Voivodato de Rawa
El voivodato de Rawa (en polaco: Województwo Rawskie) fue una unidad de división administrativa y gobierno local en el Reino de Polonia desde el siglo XV hasta las particiones de Polonia en 1795. Formaba parte de la provincia de la Gran Polonia. Junto con las voivodatos de Plock y Mazovia, formó el antiguo Ducado de Mazovia.
El voivodato tenía su capital en la ciudad de Rawa Mazowiecka, y sus orígenes se remontan a la segunda mitad del siglo XV. En 1462, después de la muerte de los duques locales de la dinastía de los Piastas, las tierras mazovianas de Rawa y Gostynin se incorporaron a la Corona del Reino de Polonia. En 1476, la tierra de Sochaczew regresó a Polonia también. Las fronteras del voivodato de Rawa permanecieron sin cambios durante más de 300 años, hasta la segunda partición de Polonia en 1793, cuando fue anexionada por el Reino de Prusia. El voivodato de Rawa tenía cuatro senadores en el senado de la Mancomunidad Polaco-Lituana. Estos fueron el vaivoda de Rawa, el castellano de Rawa y los castellanos de Sochaczew y Gostynin. Las starostas locales residían en Rawa, Sochaczew y Gostynin.
Zygmunt Gloger, en su monumental libro Geografía histórica de las tierras de la antigua Polonia, ofrece esta descripción del voivodato de Rawa:
“En el siglo XV, el ducado de Mazovia, gobernado por la rama local de la dinastía Piasta, se dividió en tres partes, una de las cuales fue el ducado de Rawa (...) El 1 de enero de 1462, Siemowit VI murió a la edad de dieciocho años. Unas semanas después, su hermano adolescente Wladyslaw II también murió. Siemowit VI era el duque de Plock y Rawa, y después de su muerte, el rey Kazimierz Jagiellonczyk decidió incorporar al ducado de Rawa, convirtiéndolo en la primera parte de Mazovia que regresó a Polonia (...)
El voivodato de Rawa tenía un área de 92 millas cuadradas. Estaba dividido en tres tierras: las de Rawa, Sochaczew y Gostynin. Cada tierra se dividió en dos condados. Las tierras eran aproximadamente del mismo tamaño, y a mediados del siglo XVI, toda la voivodía tenía 100 parroquias católicas y 15 ciudades (...) Sejmiks tuvieron lugar en Rawa, Sochaczew y Gąbin, durante el cual dos diputados al Sejm, Y dos diputados al Tribunal de Gran Polonia fueron elegidos (...) El voivodato de Rawa compartió su escudo de armas con el voivodato de Plock”.

## Gobierno municipal
El asiento del gobernador (vaivoda): 
- Rawa Mazowiecka

## División administrativa

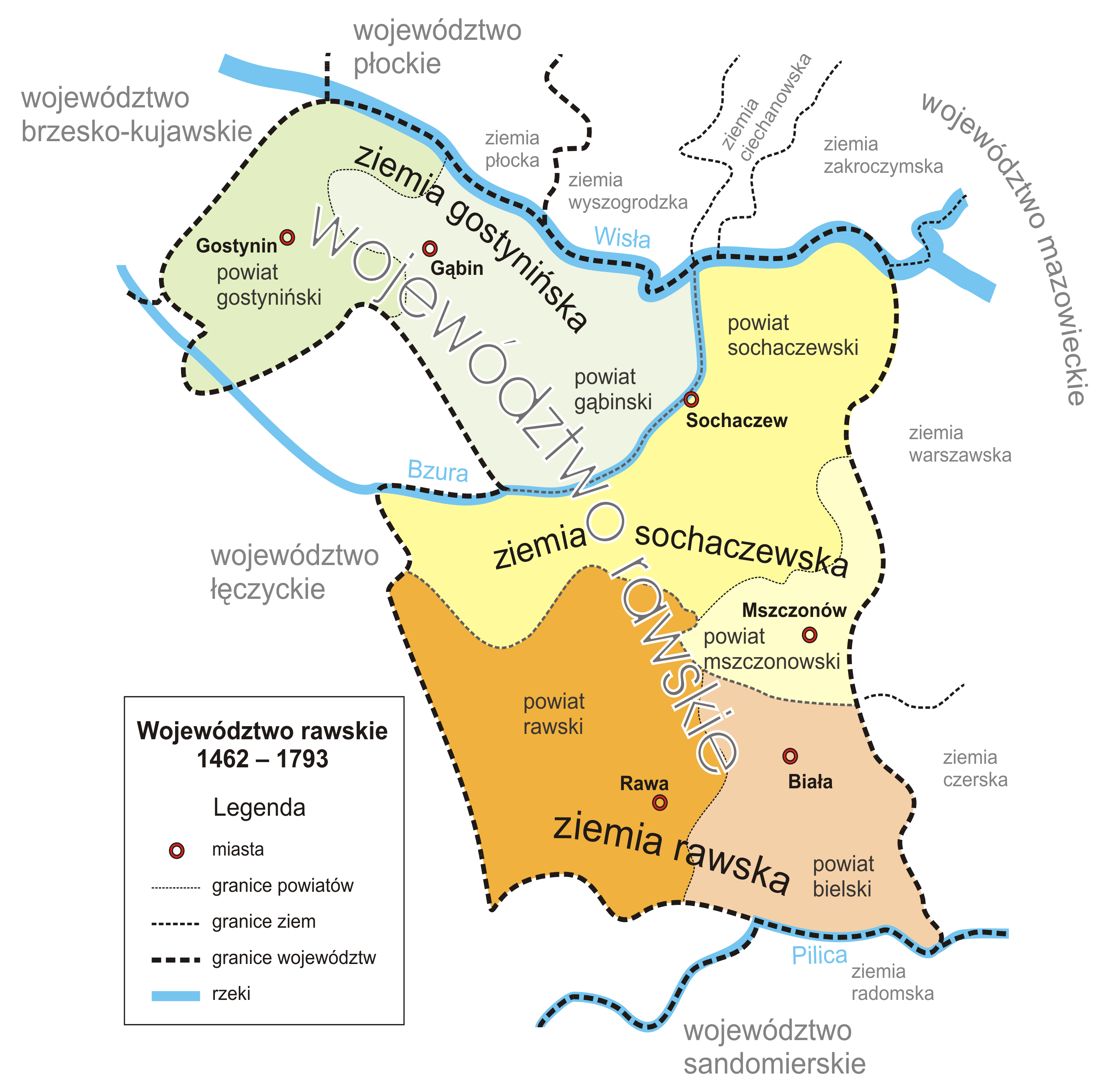
Condados del voivodato de Rawa.

- Tierra de Rawa (ziemia rawska, Rawa),
  - Rawa
  - Biała Rawska
- Tierra de Gostynin (ziemia gostynińska, Gostynin),
  - Gostynin
  - Gąbin
- Tierra de Sochaczew (ziema sochaczewska, Sochaczew),
  - Sochaczew
  - Mszczonów